# Beauval, Somme
Beauval är en kommun i departementet Somme i regionen Hauts-de-France i norra Frankrike. Kommunen ligger i kantonen Doullens som tillhör arrondissementet Amiens. År 2022 hade Beauval 1 953 invånare.

## Befolkningsutveckling
Antalet invånare i kommunen Beauval
| Referens: INSEE |